# Blauburger
Blauburger ist eine Rotweinsorte, die aus einer Kreuzung aus Blauem Portugieser und Blaufränkisch an der Höheren Bundeslehranstalt und Bundesamt für Wein- und Obstbau in Klosterneuburg von Fritz Zweigelt ab 1923 gezüchtet wurde.

## Abstammung, Herkunft
Kreuzung von Blauer Portugieser x Blaufränkisch aus Österreich.

## Verbreitung
Die Sorte ist hauptsächlich in Österreich verbreitet und zwar mit einer Fläche von 750 ha (2015). Davon in Niederösterreich 603 ha, Burgenland 117 ha und in der Steiermark 20 ha.
2010 gab es eine weltweite Anbaufläche von 1340 ha. Eine größere Anbaufläche von 435 ha (2010) gibt es in Ungarn und kleine Flächen in Deutschland (3 ha) und Neuseeland (5 ha).

## Ampelografische Merkmale
- Die Triebspitze ist grün und schwarz bronziert und glatt.
- Der Triebwuchs ist stark.
- Das Blatt ist groß, derb, wenig gelappt und stumpf gezähnt.
- Die Traube sind groß, kegelförmig mit mittelgroßen hartschaligen, schwarzblau gefärbten und stark bereiften Beeren.

Reife: früh

## Ertrag
Der Ertrag ist hoch und regelmäßig. Ertragsregulierung für gute Weinqualität notwendig.

## Vor- und Nachteile

### Vorteile
- Bringt sehr dunkel gefärbte Rotweine.
- Durch seinen neutralen Weincharakter ist er auch zum Verschnitt mit anderen Sorten gut geeignet, um die Farbintensität des Verschnittpartners zu verbessern.
- frühe Reife
- schnelle Weinreife
- hohe Blütenfestigkeit
- stellt geringe Ansprüche an Boden und Lage
- unempfindlich gegen Grauschimmelfäule (Botrytis cinerea), Echten Mehltau, Stielfäule und Stiellähme.

### Nachteile
- ist Winterfrostempfindlich
- Wird häufig von Esca und Phomopsis befallen.

## Ansprüche
Stellt an Boden und Klima keine besonderen Ansprüche.

## Wein
Der Blauburger ergibt farbintensive, samtige, früh reifende und gut haltbare Rotweine. Sie haben ein intensives, aber neutrales Rotweinbukett. Sind die Erträge zu hoch oder die Lagen nicht günstig, werden die Weine sehr ausdrucksschwach. Aus diesem Grund wird Blauburger auch als Deckwein verwendet.